# Nearcha transactaria
Nearcha transactaria là một loài bướm đêm trong họ Geometridae.